# Atarib
Atarib (en árabe: أتارب‎) es un localidad de Siria. Se encuentra en la Gobernación de Alepo, a 25 kilómetros de la ciudad de Alepo y justo a 20 kilómetros de la frontera entre Siria y Turquía. Es el centro regional del Distrito de Atarib. Según el censo oficial de 2004, el pueblo cuenta con una población de 10.657 habitantes. 
Atarib es un gran centro de agricultura y comercio en la gobernación, y su comunidad se caracteriza por su vida rural. Hay un yacimiento arqueológico localizado en la cima de una colina al centro del pueblo. 

## Historia
Durante la Guerra Civil Siria, el pueblo se convirtió en objeto de represión y violencia por parte de las fuerzas des seguridad. Al centro del pueblo se encuentra la estación de policía y el ayuntamiento, que las tropas gubernamentales ocuparon en febrero de 2012. Durante meses, rebeldes locales atacaron sus posiciones e intentaron cortar sus líneas de suministro. En junio de 2012, cuando el ejército se retiró del pueblo, este estaba destruido y desierto. Los edificios del centro estaban dañados y sin electricidad ni agua. Los líderes locales formaron consejos militares y civiles y abrieron una cárcel.
En agosto de 2012 solo quedaban en Atarib 4.000 habitantes. A fecha de noviembre de 2013, el pueblo estaba controlado por el Estado Islámico de Irak y el Levante (ISIS). Sin embargo, a principios de enero de 2014, el Frente Islámico y el ISIS se enfrentaron en el pueblo.